# Manuel González Herrero
Manuel González Herrero (Segovia, 12 de noviembre de 1923 - Segovia 14 de febrero de 2006) fue un abogado e historiador español, reconocido por su trabajo de investigación sobre Castilla y, más en concreto, la cultura y la historia de Segovia.
Padre del magistrado Juan Pablo González González, del fiscal Joaquín González-Herrero, del político y abogado Manuel González-Herrero y de la abogada Julia González-Herrero.

## Biografía
Nacido en 1923, Manuel fue hijo de Isabel Herrero Yagüe y Manuel González Herrero, obrero del gremio de hojalateros y curtidores y representante de la Casa del Pueblo en la Segovia republicana, que sería fusilado a los 35 años en agosto de 1936 en las inmediaciones del Puente Oñez.
Completó los estudios de derecho en la Universidad Central de Madrid y aprobó las oposiciones de maestro, profesión que ejerció brevemente. 
En el verano de 1948, González Herrero fue detenido, acusado de liderar una célula que editaba y distribuía clandestinamente escritos contra el régimen franquista. Procesado y condenado, cumplió parte de la condena en las prisiones del Dueso y Ocaña, donde coincidió con Agapito Marazuela, de quien sería luego amigo y biógrafo.
Ya en libertad, vetado políticamente para ejercer la abogacía, se casó en Navas de Oro en 1951 con Julia González Gallego y crearon la Academia Tartessos. Asumió en esos años la secretaría del Consejo Diocesano de los jóvenes de Acción Católica.

### Abogado
En 1954 ingresó en el Colegio de Abogados y empezó a ejercer como abogado. El 17 de diciembre de 1977 fue elegido decano del Colegio de Abogados de Segovia, cargo que ocupó durante 25 años (1977 a 2003). Era miembro del Consejo General de Abogacía Española y Presidente del Consejo de Colegios de Abogados de Castilla y León.

### Historiador e intelectual
A partir de los años 50 se consagró al estudio de la historia de Castilla, particularmente de Segovia, sus personalidades, instituciones y la organización de la vida social, tarea por la que, en 1968, fue recibido como académico de número de la Real Academia de Historia y Arte de San Quirce, pronunciando su discurso titulado El elemento popular en la constitución histórica de la ciudad y tierra de Segovia.
En la transición, iniciado el proceso democrático de división autonómica de España, González Herrero impulsó, a través de la asociación Comunidad Castellana, la autonomía uniprovincial de Segovia, propuesta que fue desestimada. Así mismo, reivindicó para el pueblo segoviano la devolución del Pinar de Balsaín (Montes de Valsaín), expoliado por imposición real y venta forzosa por orden de Carlos III, propuesta que también sería rechazada.
En 1968 fue recibido como académico de número de la Real Academia de Historia y Arte de San Quirce, de la que fue muchos años director.

### Premios y reconocimientos
- Obtuvo la Gran Cruz de San Raimundo de Peñafort y la Cruz al Mérito de la Abogacía.

- El 20 de mayo de 2004, la Diputación de Segovia le nombró Hijo Predilecto de la Provincia de Segovia.

- En 2007, el Centro Segoviano de Madrid creó el Premio Manuel González Herrero.

- En 2012, la Diputación Provincial de Segovia creó el Instituto de la Cultura Tradicional Segoviana Manuel González Herrero.[5]

- Existe una calle en su honor en Segovia.

## Obras
Destaca su labor de investigación y la publicación de numerosos artículos en la revista "Estudios Segovianos" y libros como "Segovia, Pueblo, Ciudad y Tierra" o "Historia Jurídica y Social de Segovia". Se recoge a continuación una selección de las obras del autor, que no incluyen el listado detallado de los estudios publicados en la revista de “Estudios Segovianos” entre 1955-2002 y los Cursos y conferencias en la Real Academia de Historia y Arte San Quirce, además de numerosos artículos y obra varia.
- Fernán González y el Pueblo Castellano. Palabras para una frontera de Castilla. Segovia, 1970.
- Segovia. Pueblo, Ciudad y Tierra. Horizonte histórico de una Patria. Segovia, 1971. ISBN 84-300-2698-3
- Historia Jurídica y social de Segovia. Segovia, 1974. ISBN 84-400-8045-X
- Memorial de Castilla. Segovia, 1978. ISBN 84-300-9276-5
- La entidad histórica de Segovia. Segovia, 1981. ISBN 84-300-5368-9
- El Pinar de Valsaín. Una reivindicación histórica de Segovia. Segovia, 1984. ISBN 84-398-2933-7
- Agapito Marazuela o el despertar del alma castellana. Segovia, 1985. ISBN 84-505-1905-5
- El Cristo de los Gascones. Segovia, 1986. ISBN 84-398-7156-2
- Cinco cronistas para un pueblo. Segovia, 1986. ISBN  84-398-6868-5
- La sombra del enebro. Una meditación de la tierra de Pedraza. Segovia, 1992. ISBN  84-604-4678-6
- Castilla: Negro sobre Rojo. De Enrique IV a Isabel la Católica. Segovia, 1993. ISBN 84-604-7251-5
- Vida y muerte del Clamor. Una biografía del río de Segovia. Segovia, 1997. ISBN 84-86789-57-5
- Crónica imperfecta de la vida, muerte y devoción del Bienaventurado Señor San Frutos Bendito, Patrón de Segovia. Un santo para un pueblo. Segovia, 1999
- Breviario segoviano. Segovia, 2002. ISBN 84-607-5807-9
- Segovia y la Reina Isabel I. Historia de una relación conflictiva. Segovia, 2004. ISBN 84-609-2682-6
- Biografía del río Marijave. Segovia, 2004. ISBN  84-609-1227-2
- Segovia en la vida y en la obra de Miguel de Cervantes, Segovia, 2005. ISBN 84-609-4140-X
- El libro de la Serrezuela. Segovia, 2007. ISBN 84-611-4457-0 (edición póstuma)

- También ha participado en varias obras colectivas como El libro de la catorcena de San Millán, Segovia, 1977, ISBN 84-400-3625-6; Castilla. Libro del milenario de la lengua castellana, 1979; Castilla como necesidad, Madrid, 1980; Zamarramala. Su historia, su arte, su vida, Madrid, 1981; El paisaje y la memoria, Dehesa del Alto Clamores, Segovia, 2000